# 微心叶毛柃
微心叶毛柃（学名：Eurya subcordata）为山茶科柃木属下的一个种。

## 扩展阅读
- 維基物種上的相關：微心叶毛柃